# Adrian Cox

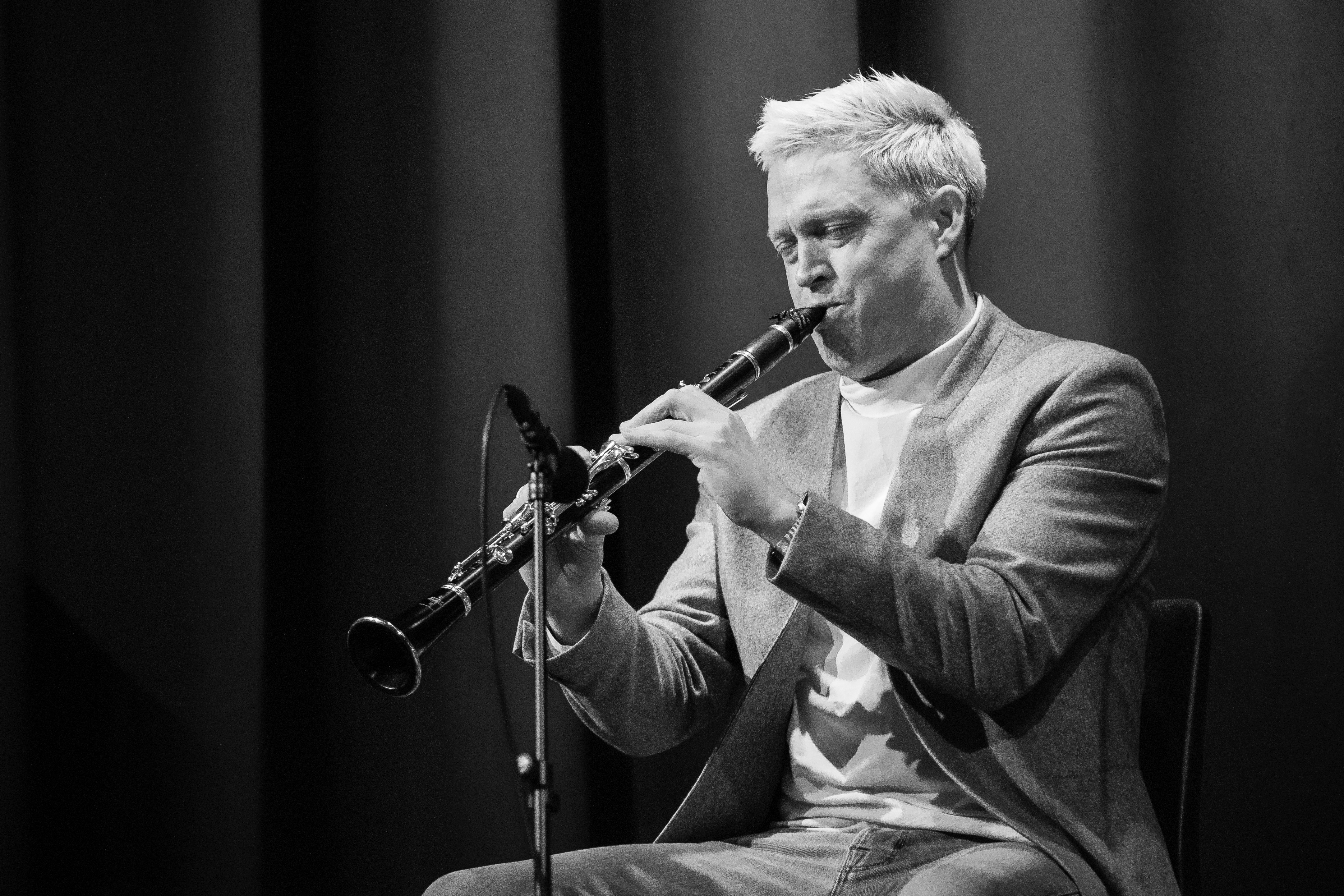
Adrian Cox (2023)
Bild: Tore Sætre

Adrian Cox (* 11. Juli 1983 in Cuckfield in Sussex) ist ein britischer Jazzmusiker (Klarinette, auch Alt- und Tenorsaxophon).

## Leben und Wirken
Cox, der in Burgess Hill aufwuchs, begann im Alter von sechs Jahren mit dem Klarinettenspiel. Mit zwölf Jahren erhielt er Unterricht durch Jumpin’ Jack Gilbert, der in tief prägte. Bereits mit 15 Jahren begann er seine Karriere als Berufsmusiker und gehörte bald zur Band von TJ Johnson.
Cox erarbeitete 2017 seine Show Profundly Blue, die die Geschichte des Lebens und der Musik seines Lieblings-Jazzklarinettisten Edmond Hall erzählt, die auf zwei Alben veröffentlicht wurde. Profoundly Blue stellte er mit seiner Band in drei Tourneen durch Großbritannien sowie auf Festivals auf dem europäischen Kontinent und 2019 in den USA vor. Sie wurde zudem auf BBC 6 Music und in der Jazzsendung von Clare Teal auf BBC Radio 2 gesendet. Mit seinem Adrian Cox Quartet veröffentlichte er 2020 das Album Now Is Spring. 2022 tourte er mit einer Quintettformation. Mit Wynton Marsalis und dem Jazz at Lincoln Center Orchestra trat er 2018 sowohl in Großbritannien als auch in New York auf. Mit dem Pianisten Joe Webb veröffentlichte er das Duo Album Both Sides Now.
Weiterhin tourte Cox weltweit mit der Skaband Bad Manners; zudem arbeitete er mit Künstlern wie Maceo Parker, Paloma Faith, Dr. John oder Guy Barker. Er ist auch auf Alben von Kansas Smitty (We Are Not in Kansas Anymore), Matt Palmer’s Millenium Jazz Band sowie Gentleman Jim McIntosh and the Jazzaholics zu hören. 2021 wurde er bei den Parliamentary Jazz Awards sowohl als Jazz-Instrumentalist als auch für den Lockdown Innovation Award nominiert.